# Austin Ejide
Augustine Amamchukwu "Austin" Ejide, född 8 april 1984 i Onitsha, är en nigeriansk fotbollsmålvakt som för närvarande spelar för Hapoel Be'er Sheva. Hans namn, Amamchukwu, betyder "Vet jag Guds önskan?".
Han spelar för det nigerianska landslaget och var med och spelade i VM i fotboll 2002.